# Тъкачови
Тъкачови (Ploceidae) са семейство дребни птици от разред Врабчоподобни (Passeriformes).
Включва 15 рода с около 120 вида, разпространени в Стария свят, главно в Субсахарска Африка. Повечето видове изграждат гнезда, сложно изплетени от клончета и листа, на което се дължи и името на семейството.

## Родове
Семейство Тъкачови включва следните родове:
- Amblyospiza
- Anaplectes
- Brachycope
- Bubalornis
- Dinemellia
- Euplectes
- Foudia
- Histurgops
- Malimbus
- Philetairus
- Plocepasser
- Ploceus – Тъкачи
- Pseudonigrita
- Quelea
- Sporopipes